# فریادی در تاریکی
فریادی در تاریکی (به انگلیسی: A Cry in the Dark) (در استرالیا و نیوزیلند فرشتگان شیطانی (به انگلیسی: Evil Angels))، نام فیلم درامی است که در سال ۱۹۸۸ به کارگردانی فرد شپیسی ساخته شد.

## جوایز
مریل استریپ موفق شد برای بازی در این فیلم برای دریافتِ جایزه اسکار بهترین بازیگر نقش اول زن نامزد شود.